# ناحیه نیوکامب، شهرستان شمپین، ایلینوی
ناحیه نیوکامب، شهرستان شمپین، ایلینوی (به انگلیسی: Newcomb Township) یک منطقهٔ مسکونی در ایالات متحده آمریکا است که در شهرستان شمپین، ایلینوی واقع شده‌است. ناحیه نیوکامب ۱٬۲۹۲ نفر جمعیت دارد و ۲۲۵ متر بالاتر از سطح دریا واقع شده‌است.